# Rotation (Cute Is What We Aim For)
Rotation è il secondo album della band statunitense Cute Is What We Aim For, pubblicato dalla Fueled by Ramen il 24 giugno 2008. Debuttò alla posizione numero 21 della classifica Billboard 200, vendendo circa 22 000 cope. A luglio 2008, ha venduto 45 204 copie.

## Promozione
Il primo singolo tratto dall'album è stato Practice Makes Perfect. Alla canzone partecipa Bert McCracken del gruppo The Used, come seconda voce. Altre parti vocali gli vengono affidate nella canzone Doctor. In seguito, i Cute Is What We Aim For pubblicarono sul loro profilo MySpace anche le canzoni Doctor e Safe Ride, in modo da farle conoscere ai fan.
Il video di Practice Makes Perfect è stato girato il 22 maggio 2008 a Los Angeles e pubblicato sul canale YouTube della Fueled by Ramen. Il video è stato diretto da Walter Robot.
Il 20 giugno 2008 la band caricò su MySpace l'intero album. il documentario In the Studios, 5 brani suonati dal vivo acusticamente ai FBR Studios, video karaoke dell'album e una galleria fotografica curata dal chitarrista Jeff Czum.

## Tracce
1. Practice Makes Perfect - 3:44
2. Doctor - 3:09
3. Navigate Me - 3:21
4. Loser - 3:03
5. Do What You Do - 4:19
6. Hollywood - 3:46
7. Safe Ride - 3:52
8. The Lock Down Denial - 3:13
9. Marriage to Millions - 3:10
10. Miss Sobriety - 2:51
11. Time - 3:59

Traccia bonus
1. Untitled - 0:42

Tracce bonus su iTunes
1. Through to You
2. Time (Strings Version)
3. Moan (Acoustic)
4. Teasing to Please (Left Side, Strong Side) (Acoustic)